# Панченко Олександр Іванович
Панченко Олександр Іванович (нар. 29 вересня 1961, с. Сокириха, Полтавська область) — український юрист (адвокат-правозахисник), громадський діяч, письменник-документаліст, публіцист, краєзнавець. Доктор права (1998), приват-доцент УВУ (2002, м. Мюнхен, Німеччина). Віце-президент Асоціації українських правників (1993—2006); член Керівної ради Світового конгресу українських юристів (1992—1994, 2002—2004) і Харківської правозахисної групи.

## Життєпис
Закінчив Севастопольське вище військово-морське інженерне училище (1983) та юридичний факультет Київського державного (тепер — Національний) університету імені Тараса Шевченка (1991).
1983—1986 — офіцер Північного флоту, командир групи автоматики і телемеханіки ядерного реактора атомного підводного човна в Заполяр'ї (нині РФ). Згодом працював в органах державного управління, юрисконсультом на підприємствах у м. Лохвиця; від 1995 — адвокат у галузі кримінального, цивільного та бізнесового права.

## Громадсько-політична діяльність
Майже щороку відвідує місця національно-визвольних змагань на Тернопільщині (Бережани, Зборів, Козову, Підволочиськ, Тернопіль, Чортків), Львівщині (Сприня), Івано-Франківськ тощо.
Виступає з пропозиціями та зверненнями щодо демонтажу пам’ятників та символів тоталітарного режиму, за перейменування та повернення історичних назв вулицям, паркам, площам та місцевостям.
Співпрацював з редакцією ТЕС.
Автор проєктів, ініціатор, а в переважній більшості випадків фундатор встановлення у м. Лохвиці композицій, меморіяльних дощок, таблиць та пам’ятних знаків:
- символічного каменя «Борцям за Волю України»[2];
- композиції «Чотири постаті ‒ одна ідея. Іван Мазепа ‒ Микола Міхновський ‒ Симон Петлюра ‒ Роман Шухевич»[2];
- погруддя Тарасові Шевченку[2];
- пам’ятного знаку «Жертвам Голодомору і політичних репресій  української нації»[2];
- меморіальних дощок Михайлові Дмитренку, Антону Кущинському, Дмитрові Андрієвському, Борисові Андрієвському, Полікарпу Плюйку (Полю Половецькому) (всі — 2008), схиархимандриту Андроніку (Олексію Лукашеві), отцю Ніколаю (Миколі  Комарецькому), владиці Веніаміну (Василю Пуцеку-Григоровичу) (всі — 2010), Аверклію Гончаренку, Михайлові Ханенку (обидві — 2011), Іванові Кравченку-Крюковському[2] і Михайлові Туган-Барановському[2], Митрополитові УАПЦ Василю Липківському, Петру Калнишевському, Федіру Пероцькому, Володимирові Гордону, Ніні Фьодоровій (Антоніні Подгоріній), Михайлові Верхацькому та іншим;
- пам’ятний знак у формі стилізованого вірменського Хреста Хачкар з написом «Воїнам Вірменського Леґіону – борцям проти тоталітаризму» на місці розстрілу в часі німецької окупації 12 леґіонерів-вірмен (2012, поблизу Лохвиці);
- пам’ятний козацький Хрест у центральному парку Лохвиці поблизу місця, де колись знаходилась церква, а пізніше — Собор Різдва Пресвятої Богородиці, та коло місця поховання у 1702 році генерального осавули та наказного Гетьмана українських козаків Григорія Гамалії.

За ініціативи Олександра Панченка 12 квітня 2018 року Полтавська обласна рада ухвалила рішення «Про оголошення в Полтавській області 2018 року «Роком художника Михайла Дмитренка», він також є натхненником створення у Лохвиці постійно діючої «Галереї Українського образотворчого мистецтва імені Михайла Дмитренка» та перевидання Альбому його вибраних праць.

## Доробок
Автор 18 наукових розвідок, книг політичної публіцистики, україністики та краєзнавства; упорядкував і видав понад 20 книг споминів та збірників статей діячів української політичної еміґрації, нарисів, статей, есе з проблем та історії українського державотворення, статей у наукових збірниках, українських і закордонних періодичних виданнях, електронних засобах масової інформації, зокрема, часописах «День», «Майдан», «Український погляд» (усі — Україна), «Свобода» (США), «Вісті комбатанта» (Канада) та інших.

### Книги
- Микола Лебедь. Життя, діяльність, державно-правові погляди // В-во «Кобеляки», 2001. ISBN 966-95488-0-2
- Держава, право і революція у визвольній концепції Анатоля Камінського // В-во «Гадяч», 2002. ISBN 966-95949-3-6
- Мирослав Прокоп. Нарис політичного портрету // В-во «Гадяч», 2002.
- Асоціація українських правників. Хронологія діяльності, здобутки й перспективи // Івано-Франківськ, 2002.
- Українська головна визвольна рада — ГС ЗС УГВР — ЗП УГВР — середовище УГВР. Документи, інформації, словник імен // В-во «Гадяч», 2004. ISBN 966-95949-2-8
- Лев Ребет: Нація і держава. Демократія і право // В-во «Гадяч». 2003. — ISBN 966-8285-01-8
- Організація Українських Націоналістів за кордоном в контексті українського державотворення. Науково-популярний нарис // В-во «Гадяч», 2003. ISBN966-8285-05-0
- Полтавщина: Лохвицький край // В-во «Гадяч», 2004. ISBN 966-8285-13-1
- Із архіву Марцюка // В-во «Гадяч», 2004.
- Краєві позиції та фінанси ОУН і УПА. Допомога українським політв'язням // В-во «Гадяч», 2006. ISBN 966-8285-40-9
- Мала енциклопедія Лохвиччини. Мій рідний край та тлі української історії в персоналіях // 2008 ISBN 978-966-8285-71-4
- Армянский легион. Факты, размышения, реконструкции, архивные материалы и воспоминания (рос. мова) // Київ: Видавництво імені Олени Теліги, 2013. ISBN 978-966-355-081-7
- Українська австраліана. — Полтавщина, Галичина, Боснія // Київ: «Видавництво імені Олени Теліги», 2014. — ISBN 978-966-3555-100-5
- Біографічно-історичний народний календар-альманах «Лохвиця, Посулля, Україна…» // В-во «Гадяч», 2015 — ISBN 978-617-567-089-7[7]
- Друга дивізія УНА. Енциклопедія воєнної Доби. УНК, УНА, 2-га Дивізія УНА, Протипанцерна бриґада «Вільна Україна», УВВ, УВК, Українська допоміжна поліція у боротьбі за Волю України в подіях, персоналіях, спогадах, реконструкціях, версіях та інформаціях. — (Спільна книга з д-ром Іваном Буртиком) // В-во «Гадяч», 2016 — ISBN 978-617-567-093-4[8]
- Лохвицьке товариство сільських господарів та повіт. — Історія, наука і долі на зламі Доби (нариси, біографії, документи, світлини) // Київ: Видавництво імені Олени Теліги, 2017 рік ISBN 978-966-355-103-6
- Український демократичний націоналізм в минулому, дії, персоналіях та історичній перспективі. — Постаті і портрети: ЗП (Середовище) УГВР — ОУН за кордоном. Нариси, статті, рефлексії, есе" // Київ: Видавництво імені Олени Теліги, 2018. ISBN 978-966-355-126-5[9]
- Полтавська діаспора. Велика енциклопедія. Лохвиця, Полтавщина, Україна, Европа, Австралія, Америка. — Українці, московити, євреї… Біографічні інформації, нариси, статті, рефлексії, есеї, довідки, листи // В-во «Гадяч», 2021. ISBN 978-617-567-137-5[10]
- «Незбагнення Лохвиця — Планета Українського Світу. Незнищенні терени українства: Сенча, Чорнухи, Заводське (Янишпіль) та інші поселення Лохвицького краю в світовому обширі. — Історія, постаті, події, звичаї, постаті, світлини». ISBN 978-617-657-158-8[11][12]

### Упорядковані збірники
- Мирослав Болюх. «Оглянувшись в минуле…» // В-во «Гадяч», 2004. ISBN 966-8285-14-Х
- Василь Томків. «…Та найбільше любив Україну» // В-во «Гадяч», 2004. ISBN 966-8285-18-2
- Володимир Осип Демчук. «Життя. Війна. Поезії» (Спогади, роздуми та поезії вояка Дивізії «Галичина») // В-во «Гадяч», 2003. ISBN 966-82-85-08-5
- Дарія Ребет. «На перехрестях визвольних змагань» (Вибрані статті) // В-во «Гадяч», 2003. ISBN 966-95949-8-7
- Володимир П. Стахів. «Про українську зовнішню політику, ОУН, Карпатську Україну та політичні вбивства кремля» // В-во «Гадяч», 2005. — ISBN 966-8285-25-5
- Анатоль Камінський. «На шляху до національної держави. Еволюція і революція. Самоборона і наступ. Процес і потенціал» // В-во «Гадяч», 2005. ISBN 966-8285-26-3
- Зиновій Соколюк. «Теорія поліції» // В-во «Гадяч», 2005 — ISBN 966-8285-30-1
- Ірина Козак (Савицька). «На буремних шляхах визвольної боротьби» // В-во «Гадяч», 2005. –ISBN 966-8285-36-0
- Богдан Кордюк. «Із міркувань на різні теми» // В-во «Гадяч», 2006. ISBN 966-8285-39-5
- Українці і євреї // В-во «Гадяч», 2006. ISBN 966-8285-42-5
- Євген Врецьона. «Фраґменти з життя та боротьби» // В-во «Гадяч», 2006. ISBN 966-8285-46-8
- Зв'язкова генерала Галина Дидик: «…На жаль, і я жива» // В-во «Гадяч», 2007. ISBN 978-966-8285-50-9
- Роман Ільницький. «Думки про українську визвольну політику» // В-во «Гадяч», 2007. ISBN 978-966-8285-47-9
- Василь Томків. «Важко забути. Фраґменти із пережитого та написаного» // В-во «Гадяч», 2007. ISBN 978-966-8285-59-2
- о. д-р Іван Гриньох. «Бог і Україна понад усе» // В-во «Гадяч» 2007. — ISBN 978-966-8285-64-6
- Анатоль Камінський. «„Пролог“ у холодній війні проти Москви. Продовження визвольної боротьби із-за кордону» // В-во, 2009. — ISBN 978-966-8285-95-0
- «Микола Лебедь і визвольна боротьба ОУН, УПА, УГВР. Збірка вибраних праць Миколи Лебедя та інших діячів українського організованого національно-визвольного руху» // В-во «Гадяч», 2011. — ISBN 978-617-567-021-7[2]
- «Українська дивізія „Галичина“ та тлі Доби Воюючої України». Збірка стосовних праць, статей та споминів  // В-во «Гадяч», 2011. ISBN 978-617-567-027-9[2]
- Поль Половецький (Полікарп Порфирович Плюйко). «Трагедія поневоленого народу. Розмірковую… Аналізую. Викриваю!…» // В-во «Гадяч», 2012. ІSBN 978-617-567-038-5
- «Лохвицький історичний збірник», (перевидання книги «Лохвицкій историческій сборник», издание Лохвицкаго уезднаго земства, Кіев, тип. Т-ва Н. А. Гирич, Трехсвятительская ул.14., 1906) // Київ: Видавництво імені Олени Теліги, 2012. — ISBN 978-966-355-080-0
- Лев Ребет, Дарія Ребет. «ОУН, нація, демократія, Україна» — Вибрані праці, статті, спогади // Київ: «Видавництво імені Олени Теліги», 2013. ISBN 966-355-091-6[13]
- Митрович Кирило. «Від філософії Григорія Сковороди до міркувань в українському самостійницькому часописі „Сучасність“. — Роздуми, аналізи розважання» // В-во «Гадяч» — 2024. ISBN 968-617-567-167-2

## Нагороди
- Орден «За заслуги» ІІІ ступеня (2020) — за вагомий особистий внесок у розбудову правової держави, багаторічну плідну працю та високий професіоналізм[14];
- Почесна Грамота Верховної Ради України (2019)[15][16];
- премії
  - Львівська обласна премія імені героя України Степана Бандери (2012) у номінації "Політична діяльність[17][18];
  - журналістська премія імені Василя Симоненка (2014)[19][20];
  - імені Якова Гальчевського «За подвижництво у державотворенні» (2014)[21][22];
  - імені Миколи Гоголя «Тріумф» (2015) — за популяризацію духовно-культурних надбань українського народу, діяльність у галузі україністики, внесок у справу утвердження Української державности, зміцнення духовности й патріотизму нашого народу, видавничу діяльність, 25-літню національно-державницьку позицію в обороні прав, свобод і засад окремішности українського народу[23][24];
  - імені Івана Огієнка (2015) у галузі освіти[25];
  - імені Пантелеймона Куліша (2015)[26][24];
  - Всеукраїнська премія імені Бориса Грінченка (2015)[24];
  - імені Дмитра Яворницького НСКУ (2016)[27];
  - імені Івана Багряного[28];
  - імені Панаса Мирного (2017) у номінації «Журналістика, публіцистика»[29][30][31];
  - Всеукраїнська літературно-мистецька премія імені Братів Богдана та Левка Лепких (2019, м. Тернопіль) — за видання понад тридцяти книжок з історії національно-визвольної битви[32][33][34][35];
  - імені Ірини Калинець (2018) — за утвердження авторитету України та дослідження «білих плям» в історії України[36][37];
  - імені Юрія Горліса-Горського (2018) у номінації «Національно-патріотичне виховання»[38][39];
  - імені Михайла Грушевського НАНУ (2023)[40][41];
  - міжнародна літературна премія імені Григорія Сковороди «Сад божественних пісень» (2024) — за визначну наукову, публіцистичну, видавничу та громадську діяльність на благо України[42][43];
  - премія імені Дмитра Нитченка (2024)[44][45];
- «Золотий хрест за особливі заслуги» Братства вояків Української Дивізії «Галичина» (2011)[46][47];
- звання «Почесний Український Адмірал» із врученням почесної відзнаки «20 років Військово-Морським Силам України» (2013)[48];
- церковні відзнаки, зокрема,
  - орден Святого Архистратига Михаїла УПЦ КП (2011)[49][16];
  - орден Святого Миколая Чудотворця (2015)[16];
  - почесна премія Української Православної Церкви Київського Патріархату імені преподобного Паїсія Величковського (2011)[50][51];
- Почесна відзнака «Патріот України» — за патріотизм та відданість Українській державі з одночасним присвоєнням звання «Почесний український капітан 1-го ранґу» (2012)[52];
- Відзнака «Медаль Ґарета Джонса. Правда і Честь» (2023)[53][54];
- міжнародна відзнака Всеукраїнського благодійного культурно-наукового фонду Т. Г. Шевченка «В своїй хаті своя й правда, і сила, і воля» (2023)[55];
- відзнака міжнародного конкурсу імені Олеся Гончара журналу «Бористен» (2018)[56][57];
- інші відзнаки[58].